# Year Zero Remixed
| Оценки критиков   | Оценки критиков                                                          |
| Источник          | Оценка                                                                   |
| ----------------- | ------------------------------------------------------------------------ |
| Allmusic          | [ 1 ]                                                                    |
| The A.V. Club     | (B-)                                                                     |
| Kerrang!          | 3 из 5 звёзд · 3 из 5 звёзд · 3 из 5 звёзд · 3 из 5 звёзд · 3 из 5 звёзд |
| NME               | [ 3 ]                                                                    |
| Pitchfork Media   | (5.8/10.0)                                                               |
| The Second Supper | [ 5 ]                                                                    |
| The Village Voice | (благоприятный)                                                          |
| Virgin Media      | [ 7 ]                                                                    |

Year Zero Remixed (название стилизованное под leet: Y34RZ3R0R3M1X3D) — четвёртый альбом ремиксов американской индастриал-рок-группы Nine Inch Nails, выпущен 20 ноября 2007 в США и 26 ноября 2007 года в Великобритании.

## Об альбоме
Альбом включает в себя ремикшированые версии композиций из шестого студийного альбома группы Year Zero. Year Zero Remixed — последний альбом Nine Inch Nails, релиз которого состолся на лейбле Interscope Records. После выхода Year Zero Remixed Трент Резнор заявил, что с этого времени группа будет развиваться независимо от звукозаписывающих компаний.

### Варианты издания
Альбом был выпущен в трёх форматах: версия для скачивания, комплект CD/DVD и грампластинка. DVD включает в себя исходный материал всех композиций альбома Year Zero для ремикширования при помощи музыкального программного обеспечения GarageBand и Ableton Live. Также на диске представлены демоверсия Ableton Live и отдельные семплы в формате WAV (44100 Гц) для использования в других программах как Cakewalk Sonar или Pro Tools.

### Отзывы критиков
Альбом был воспринят критиками преимущественно положительно. В обзоре Virgin Media ремиксы были высоко оценены, а сам Year Zero Remixed описан, как «настоящий рог изобилия». Изданием Торонто Стар было положительно отозвалось об альбоме и назвала его «по-настоящему интригующим». Редактор Denver Post написал, что Year Zero Remixed «возможно, лучший альбом ремиксов всей карьеры Трента Резнора». Негативно альбом был воспринят Pitchfork Media; обозреватель назвал Year Zero Remixed предсказуемым.

## Список композиций

### CD/DVDискачиваемая версия
| №   | Название                                        | Ремикширование                            | Длительность |
| --- | ----------------------------------------------- | ----------------------------------------- | ------------ |
| 1.  | «Gunshots by Computer»                          | Сол Уильямс                               | 1:43         |
| 2.  | «The Great Destroyer»                           | Modwheelmood                              | 4:19         |
| 3.  | «My Violent Heart»                              | Pirate Robot Midget                       | 2:34         |
| 4.  | «The Beginning of the End»                      | Ladytron                                  | 4:20         |
| 5.  | «Survivalism» (Survivalism_Tardusted)           | Сол Уильямс                               | 4:19         |
| 6.  | «Capital G» (Capital G: Phones 666 Revolutions) | Пол Эпворт (Phones)                       | 7:26         |
| 7.  | «Vessel»                                        | Билл Ласвелл                              | 6:10         |
| 8.  | «The Warning» (The Warning: Real World Remix)   | Стефан Гудчайлд при уч. Дуду Н'Диайе Роуз | 3:43         |
| 9.  | «Meet Your Master»                              | The Faint                                 | 3:35         |
| 10. | «God Given»                                     | Стивен Моррис и Джиллиан Гилберт          | 4:27         |
| 11. | «Me, I'm Not»                                   | Олоф Драйер                               | 14:00        |
| 12. | «Another Version of the Truth»                  | Kronos Quartet и Энрике Гонсалес Мюллер   | 4:25         |
| 13. | «In This Twilight»                              | Кристиан Феннеж (Fennesz)                 | 4:37         |
| 14. | «Zero-Sum»                                      | Стивен Моррис и Джиллиан Гилберт          | 5:38         |

### Грампластинка
- Одна из грампластинок имеет только одну проигрываимую сторону

| №  | Название                                                           | Ремикширование      | Длительность |
| -- | ------------------------------------------------------------------ | ------------------- | ------------ |
| 1. | «Gunshots by Computer" a.k.a. "Hyperpower! (Gunshots by Computer)» | Сол Уильямс         | 1:43         |
| 2. | «The Great Destroyer»                                              | Modwheelmood        | 4:19         |
| 3. | «My Violent Heart»                                                 | Pirate Robot Midget | 2:34         |
| 4. | «The Beginning of the End»                                         | Ladytron            | 4:21         |
| 5. | «Capital G" a.k.a. "Capital G: Epworth Phones 666 Revolutions»     | Пол Эпворт (Phones) | 7:26         |

| №  | Название                                             | Ремикширование                            | Длительность |
| -- | ---------------------------------------------------- | ----------------------------------------- | ------------ |
| 1. | «The Warning" a.k.a. "The Warning: Real World Remix» | Стефан Гудчайлд при уч. Дуду Н'Диайе Роуз | 3:44         |
| 2. | «Meet Your Master»                                   | The Faint                                 | 3:35         |
| 3. | «God Given»                                          | Стивен Моррис и Джиллиан Гилберт          | 4:28         |
| 4. | «Vessel [Mix 1]»                                     | Билл Ласвелл                              | 9:23         |

| №  | Название      | Ремикширование | Длительность |
| -- | ------------- | -------------- | ------------ |
| 1. | «Capital G»   | Switch         | 5:00         |
| 2. | «Me, I'm Not» | Олоф Драйер    | 14:01        |

| №  | Название                                                           | Ремикширование     | Длительность |
| -- | ------------------------------------------------------------------ | ------------------ | ------------ |
| 1. | «The Good Soldier" a.k.a. "The Good Soldier: (Friend or Faux 001)» | Сэм Фог (Interpol) | 8:05         |
| 2. | «Vessel [Mix 2]»                                                   | Билл Ласвелл       | 12:58        |

| №  | Название                       | Ремикширование                          | Длительность |
| -- | ------------------------------ | --------------------------------------- | ------------ |
| 1. | «Capital G»                    | Ladytron                                | 5:04         |
| 2. | «Another Version of the Truth» | Kronos Quartet и Энрике Гонсалес Мюллер | 4:25         |
| 3. | «In This Twilight»             | Кристиан Феннеж (Fennesz)               | 4:37         |
| 4. | «Zero-Sum»                     | Стивен Моррис и Джиллиан Гилберт        | 5:39         |

## Позиции в чартах

### Недельные хит-парады
| Чарт (2007)                                   | Высшая позиция |
| --------------------------------------------- | -------------- |
| Australian Albums (ARIA)                      | 87             |
| Франция (SNEP)                                | 183            |
| Japanese Albums (Oricon)                      | 227            |
| UK Albums Chart                               | 160            |
| Великобритания (UK Rock & Metal Albums Chart) | 10             |
| США (Billboard 200)                           | 77             |
| США (Billboard Top Alternative Albums)        | 13             |
| США (Billboard Dance/Electronic Albums)       | 1              |
| США (Billboard Top Rock Albums)               | 19             |

### Рубежные чарты (2007—2008)
| Чарт                                       | Позиция |
| ------------------------------------------ | ------- |
| US Top Dance/Electronic Albums (Billboard) | 15      |